# Willy Allemann
Willy Allemann (10 de junho de 1942) é um ex-futebolista suíço que atuava como defensor.

## Carreira
Richard Dürr fez parte do elenco da Seleção Suíça de Futebol, na Copa do Mundo de 1966.